# Никић
Никић је јужнословенско презиме. Може се односити на следеће особе:
- Крис Никић (1999), аматерски триатлонац
- Горан Никић (1969), фудбалер
- Милош Никић (1986), одбојкаш
- Никола Никић (1956), фудбалски менаџер
- Предраг К. Никић, експонент јоге
- Слободан Никић (1983), ватерполиста